# کارل گیلبرت (بازیکن فوتبال)
کارل گیلبرت (انگلیسی: Carl Gilbert؛ زادهٔ ۲۰ مارس ۱۹۴۸) بازیکن فوتبال اهل بریتانیا است.
از باشگاه‌هایی که در آن بازی کرده‌است می‌توان به باشگاه فوتبال گیلینگام اشاره کرد.